# Marcellia dinteri
Marcellia dinteri är en amarantväxtart som beskrevs av Schinz. Marcellia dinteri ingår i släktet Marcellia och familjen amarantväxter. Inga underarter finns listade i Catalogue of Life.